# PFK Szevasztopol
A PFK Szevasztopol (ukránul: Професіональний футбольний клуб Севастополь, magyar átírásban: Profeszionalnij futbolnij klub Szevasztopol, oroszul: ПФК Севастополь, krími tatár nyelven: PFK Sevastopol) ukrán labdarúgócsapat volt Szevasztopol városában. Utoljára az ukrán élvonalban szerepelt, ahova története során először a 2009–10-es évadot követően jutott fel, de amikor a 2014-es népszavazás után a Krím de facto Oroszországhoz került, a csapat bejelentette megszűnését, valamint azt, hogy új néven újjáalakulva az Orosz labdarúgó-szövetséghez kíván csatlakozni.